# Żarnówka (Petite-Pologne)
Pour les articles homonymes, voir Żarnówka.
Żarnówka est une localité polonaise de la gmina de Maków Podhalański, située dans le powiat de Sucha en voïvodie de Petite-Pologne.